# Estação Exelmans
Exelmans é uma estação da Linha 9 do Metrô de Paris, localizada no 16.º arrondissement de Paris.

## Localização
A estação está situada na rue Michel-Ange, ao sul de sua interseção com o boulevard Exelmans. Aproximadamente orientada ao longo de um eixo nordeste/sudoeste, ela se intercala entre as estações Porte de Saint-Cloud e Michel-Ange - Molitor.

## História
A estação foi aberta em 8 de novembro de 1922 com o lançamento do primeiro trecho da linha 9, da qual ela constitui o terminal sudeste depois de Trocadéro até 29 de setembro de 1923, data em que a linha foi estendida por uma estação adicional a Porte de Saint-Cloud.
Ela deve a sua denominação à sua proximidade com o Boulevard Exelmans, que presta homenagem a Rémy Joseph Isidore Exelmans (1775-1852). Este general da cavalaria dos exércitos napoleônicos escapou das prisões britânicas em 1812 e se distinguiu em Rocquencourt em 1815. Ele se tornou o Grande Chanceler da Legião de Honra em 1850 e depois foi elevado à dignidade de Marechal da França em 1851.
Até meados dos anos 2000, a estação apresentava uma pequena exposição sobre o cantor Claude François, cuja casa ficava nas proximidades, no Boulevard Exelmans. As placas foram removidas durante a reforma da estação, como parte do programa “Renovação do Metrô” da RATP. Os trabalhos de modernização foram concluídos em 11 de dezembro de 2007.
Em 2011, 1 985 640 passageiros entraram nesta estação. Em 2012, foram 1 961 671 e depois 2 060 188 em 2013, o que a coloca na 247ª posição das estações de metrô por sua frequência em 302.

## Serviços aos passageiros

### Acessos
A estação possui três acessos, cada um composto por uma escada fixa decorada com uma balaustrada do tipo Dervaux:
- O acesso 1 "Boulevard Exelmans", ornado com um candelabro Dervaux, levando à direita do no 71 deste boulevard;
- O acesso 2 "Rue Michel-Ange", dotada de um mastro Val d'Osne, que se encontra em frente ao no 73 do mesmo boulevard;
- O acesso 3 "Rue Claude Lorrain" se situando a direita do no 79 rue Michel-Ange.

### Plataformas
Exelmans é uma estação de configuração padrão: ela possui duas plataformas laterais separadas pelas vias do metrô e a abóbada é elíptica. A decoração é do estilo utilizado pela maioria das estações de metrô: as faixas de iluminação são brancas e arredondadas no estilo "Gaudin" da renovação do metrô da década de 2000, e as telhas em cerâmica brancas biseladas recobrem os pés-direitos, a abóbada, os tímpanos e as saídas dos corredores. Os quadros publicitários são em faiança de cor de mel e o nome da estação também é em faiança no estilo da CMP original. Os assentos de estilo "Motte" são de cor vermelha.

### Intermodalidade
A estação é servida pelas linhas 62 (para Porte de France somente) e 88 da rede de ônibus RATP.

## Pontos turísticos
- Cemitério de Auteuil
- Hospital Henri-Dunant
- Parc des Princes
- Boulevard Exelmans